# Рокафинадамо (Пескара)
Рокафинадамо (итал. Roccafinadamo) је насеље у Италији у округу Пескара, региону Абруцо.
Према процени из 2011. у насељу је живело 61 становника. Насеље се налази на надморској висини од 514 м.